# Hoplolatilus erdmanni
Hoplolatilus erdmanni är en fiskart som beskrevs av Allen 2007. Hoplolatilus erdmanni ingår i släktet Hoplolatilus och familjen Malacanthidae. Inga underarter finns listade i Catalogue of Life.